# Claire Schapira
Pour les articles homonymes, voir Schapira.
Claire Schapira est une pianiste, claveciniste et compositrice française née le 19 janvier 1946 à Paris.

## Biographie
Claire Schapira naît le 19 janvier 1946 à Paris,.
Elle travaille le piano au Conservatoire de Boulogne-Billancourt et étudie l'histoire de la musique, l'harmonie et la composition musicale, ainsi que le clavecin avec Huguette Dreyfus. Au Conservatoire de Paris, elle est auditrice dans la classe d'André Jolivet.
Elle se perfectionne à la Schola Cantorum et obtient un diplôme en électroacoustique en 1971, dans la classe de Jean-Étienne Marie.
De 1976 à 1978, elle est pensionnaire de l'Académie de France à Rome, à la Villa Médicis, où elle se consacre à l'écriture de ses premières grandes œuvres. Regards pour orchestre symphonique est créé le 16 juin 1977 par l'orchestre symphonique de la RAI de Rome. In Pace, composé en Italie, est créé en 1981 au Festival estival de Paris par l'Orchestre national et les Chœurs de Radio France, avec la soprano Yumi Nara en soliste.
Plusieurs partitions dédiées à Yumi Nara suivent, Immobiles en 1978 (pour mezzo-soprano, soprano et ensemble instrumental, création par L’Itinéraire), Acheminement, créé en 1982 avec Martine Viard, Blandine Verlet au clavecin et des solistes du Nouvel orchestre philharmonique sous la direction de Jean-Claude Pennetier.
Claire Schapira reçoit à cette époque de nombreuses commandes, du ministère de la culture et de l'ensemble 2e2m pour La Chaîne, créé en 1981 au théâtre du Rond-Point par l'Ensemble intercontemporain, de Radio France pour Ténèbres, créé en 1984, du Festival de Strasbourg pour Conte, créé en 1983, ou de l'Ensemble intercontemporain pour Chant cousu, pour 13 instruments et soprano, créé en 1985. La même année, son opéra La partition de sable est une commande d’État,.
En 1996, Le ciel de mes yeux en pleurs, pour soprano et ensemble instrumental, est créé lors du festival Présences par l’Orchestre national de Lille sous la direction d’Arturo Tamayo. En 2003, elle reçoit une bourse de la Fondation Beaumarchais pour son opéra L'ombre de Cassandre, une transposition de la guerre de Troie à la guerre en Irak. L'aspiration à la paix influence une autre de ses œuvres, Requiem pour la Paix, commandé par Radio France et créé en 2004 par la Maîtrise, le Chœur de Radio France et l'Orchestre national de France sous la direction de Fabien Gabel.
Depuis les années 2000, les activités de créatrice de Claire Schapira ne se limitent pas à la musique. Elle utilise d'autres moyens d'expression artistique, comme le dessin, la peinture et la sculpture.

## Œuvres
Parmi ses compositions, figurent notamment :
- In Pace, 1978
- Interjections, pour douze voix mixtes sur des textes d'Antonin Artaud, 1979
- Cendres, pour violon, flûte et clavecin, 1981
- Contes, pour soprano, 1983
- Ténèbres, pour grand chœur, chœur de 12 solistes et orchestre
- Chant cousu, pour soprano, deux pianos, trois percussions et cordes, 1984